# Бюджетний устрій
Бюдже́тний у́стрій — організація і принципи побудови бюджетної системи, її структури, взаємозв'язок між окремими ланками бюджетної системи. Б. у. України визначається з урахуванням державного устрою і адміністративно-територіального поділу України.
Бюджетна система України — це об'єднання всіх ланок державного бюджету на єдиних принципах. Правові засади бюджетної системи становлять Конституція України, виданий на її основі Закон «Про бюджетну систему України», інші законодавчі акти. Економічною основою бюджетної системи України виступає народногосподарський комплекс.
Складовими елементами бюджетної системи є її структура, принципи побудови і організація функціонування. Структура бюджетної системи визначається бюджетним устроєм. Він ґрунтується на адміністративно-державному устрої України. Бюджет України об'єднує 13,3 тис. самостійних бюджетів.
Бюджетна система України складається з державного бюджету України, республіканського бюджету Автономної Республіки Крим та місцевих бюджетів.
Сукупність усіх бюджетів, що входять до складу бюджетної системи України, є зведеним бюджетом України. Він використовується для аналізу і визначення засад державного регулювання економічного і соціального розвитку України.
Бюджет Автономної Республіки Крим об'єднує республіканський бюджет та бюджети районів і міст республіканського підпорядкування Автономної Республіки Крим.
До місцевих бюджетів належать обласні, районні в містах, селищні та сільські бюджети. Бюджет області об'єднує обласний бюджет, бюджети районів і міст обласного підпорядкування.
Бюджет району містить районний бюджет, бюджети міст районного підпорядкування, селищні та сільські бюджети. Останні створюються за рішенням районних, міських Рад народних депутатів за наявності необхідної фінансової бази. Районні та міські Ради визначають доходи відповідних селищних і сільських бюджетів. Бюджет міста, яке має районний поділ, об'єднує міський бюджет та бюджети районів, що входять до його складу.

Бюджетний устрій — це організація і принципи побудови бюджетної системи, її структури, взаємозв'язок між окремими ланками бюджетної системи. Він визначається державним устроєм і адміністративно-територіальним поділом України.
Бюджетний устрій ґрунтується на принципах єдності, повноти, достовірності, гласності, наочності та самостійності усіх бюджетів, що входять до бюджетної системи України.
Принцип єдності бюджету означає існування єдиного розрахунку доходів і видатків кожної ланки бюджетної системи. Єдність бюджетної системи забезпечується єдиними правовою базою, бюджетною класифікацією, формами бюджетної документації, погодженими принципами бюджетного процесу, грошовою системою, соціально-економічною політикою, наданням необхідної статистичної та бюджетної інформації з одного рівня бюджету іншому.
Принцип повноти полягає у відображенні у бюджеті всіх доходів і видатків.
Принцип достовірності — це формування бюджету на основі реальних показників, науково обґрунтованих нормативів та відображення у звіті про виконання бюджету тільки тих доходів і видатків, які є результатом кінцевих касових операцій банків.
Принцип гласності забезпечує висвітлення в засобах масової інформації показників бюджетів і звітів про їх виконання.
Принцип наочності — це відображення показників бюджетів у взаємозв'язку з загальноекономічними показниками в Україні і за її межами шляхом використання засобів максимальної інформативності результатів порівняльного аналізу, визначення темпів і пропорцій економічного розвитку.